# لووتشیتسه (ناحیه هودونین)
لووتشیتسه (به چکی: Lovčice) یک منطقهٔ مسکونی در جمهوری چک است که در ناحیه هودونین واقع شده‌است. لووتشیتسه ۱۶٫۴۵ کیلومتر مربع مساحت و ۷۷۱ نفر جمعیت دارد و ۲۲۸ متر بالاتر از سطح دریا واقع شده‌است.